# 俄羅斯北極國家公園
俄羅斯北極國家公園（羅馬化：Natsionalnyy park "Russkaya Arktika"）是俄羅斯位於北極地區阿爾漢格爾斯克州的一個國家公園，其中包括新地島的北部。

## 地理
面積14,260平方公里，其中6,320平方公里為陸地，7,940平方公里為水面面積。
當地是北極熊和弓頭鯨的棲息處，這裡也是北半球最大的鳥類、海象和鰭足類群落之一。除了保護動植物的棲息地外，本區也旨在保護俄羅斯在北極地區開發和殖民的歷史遺產。

## 歷史
1994年4月23日俄羅斯政府在法蘭士約瑟夫地群島首次建立自然保護區，並在2008年宣佈在當地建立國家公園的計劃。2009年6月15日俄羅斯總理弗拉基米爾·普京簽署成立公園的命令。普京表示希望藉公園的成立可以發展旅遊業，又表達了在當地度假的願望。